# Literatura asirio-babilónica
La literatura asirio-babilónica es una de las más antiguas del mundo. Sobre la base de las tradiciones de la literatura sumeria, los babilonios compilaron una vasta tradición textual de narrativa mitológica, textos legales, obras científicas, cartas y otras formas literarias. Dada su condición de sociedad de escribas, Babilonia concedió gran prestigio a sus grandes obras literarias y a la práctica de la filología.
página 123

## Literatura en la sociedad asiro-babilónica
Buena parte de lo que se conoce de los babilonios estaba inscrito en escritura cuneiforme con una aguja de metal sobre tablillas de arcilla denominadas laterculae coctiles por Plinio el Viejo; el papiro parece que también fue empleado, pero no ha sido preservado.
Existían bibliotecas en la mayoría de los pueblos y templos. Un antiguo proverbio sumerio aseveraba que "aquel que sobresaliera en la escuela de los escribas debe alzarse con el alba". En tiempos semíticos, tanto los hombres como las mujeres aprendían a leer y escribir, lo que implicaba un conocimiento de la extinta lengua sumeria y un silabario complicado y extenso. Los sistemas muy avanzados de escritura, ciencia y matemática de los babilonios contribuyeron enormemente con su producción literaria.

## Relación con otras literaturas antiguas
Una considerable cantidad de literatura babilónica fue traducida de originales sumerios y la lengua religiosa y legal continuó siendo por largo tiempo la lengua antigua aglutinativa de Sumer. Se compilaron vocabularios, gramáticas y traducciones interlineares para el uso de estudiantes, así como comentarios sobre textos más antiguos y explicaciones de palabras y frases oscuras. Los caracteres del silabario estaban ordenados y nombrados y se elaboraban listas de ellos.
La cultura y literatura asiria provino de Babilonia, pero incluso allí hubo una diferencia entre las dos tradiciones. Hubo poco de original en la literatura asiria y la educación (que había sido generalizada en Babilonia) fue mayormente restringida a una sola clase en el reino del norte. Bajo el segundo imperio asirio, cuando Nínive se convirtió en un gran centro comercial, el arameo, la lengua del comercio y la diplomacia, fue añadido a las materias que la clase educada debía aprender.
Bajo el Imperio seléucida, el idioma griego fue introducido en Babilonia: fragmentos de tablillas han sido encontradas con palabras sumerias y asirias (i.e., babilonias semíticas) transcritas en letras griegas.

## Obras notables
Muchas obras literarias han sobrevivido hasta el día de hoy.

### Mitología

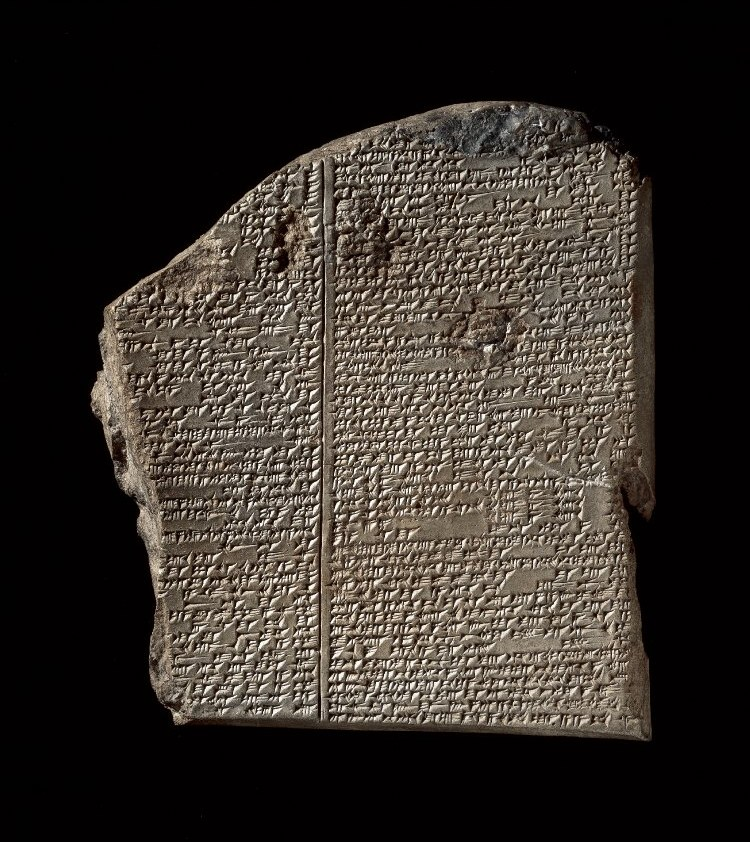
La tablilla sobre el diluvio de la epopeya de Gilgamesh, escrita en acadio.

Una de las obras mitológicas más famosas es el Poema de Gilgamesh, una epopeya en doce tablillas, traducida del sumerio original por Sîn-lēqi-unninni y arreglada bajo un principio astronómico. Cada división contiene la historia de una aventura en la vida de Gilgamesh. La historia completa es un producto compuesto y es probable que algunas de las partes hayan sido artificialmente agregadas.
Otra obra épica fue Enûma Elish que tenía como finalidad glorificar a Bel-Marduk al describir su enfrentamiento con Tiamat, el dragón del caos. El primer libro contiene un relato de la creación del mundo desde la primigenia oscuridad y el nacimiento de los dioses de la luz. Luego, sigue la historia de la lucha entre los dioses de la luz y los poderes de la oscuridad (o el orden y el caos), así como la victoria final de Marduk que formó el cielo de la mitad de su cuerpo y la tierra de su otra mitad. Después, Marduk puso en orden las estrellas, junto con el sol y la luna, dándole leyes que nunca podrían transgredir. Finalmente, creó las plantas, los animales y al hombre. En este sentido, Marduk toma el lugar de Enki, quien aparece como el creador en las leyendas más antiguas.
La leyenda de Adapa —una porción de la cual fue encontrada en la Oficina de correspondencia del faraón Akenatón en Amarna— explica el origen de la muerte. Mientras estaba pescando, Adapa rompió las alas del viento del sur, por lo que fue convocado ante el tribunal de Anu en los cielos. Ea le aconsejó no comer o beber nada allí. Adapa siguió el consejo y rehusó aceptar la comida que lo habrían hecho a él y a sus descendientes inmortales.
Entre las otras leyendas babilónicas se pueden mencionar la de Namtar, el demonio-plaga; de Erra, la pestilencia; de Etanna y de Zu; de Ereshkigal y Nergal.

### Filosofía
Los orígenes de la filosofía babilónica se pueden rastrear hasta la sabiduría mesopotamia que encarnó ciertas filosofías de vida, particularmente la ética. Estas están reflejadas en la religión mesopotámica y en una variedad de literatura babilónica en las formas de dialéctica, diálogos, epopeyas, folclore, himnos, lírica, prosa y proverbios. Estas formas de literatura fueron clasificadas en primer lugar por los babilonios, quienes habían desarrollado tipos de razonamiento tanto racionales como empíricos.
El Manual diagnóstico médico de Esagil-kin-apli, escrito en el siglo XI a. C. se fundaba en una serie lógica de axiomas y deducciones naturales, incluyendo la perspectiva moderna según la cual es posible determinar la enfermedad del paciente, su etiología, desarrollo futuro y las oportunidades de recuperación por medio del examen e inspección de los síntomas de un paciente.
Durante los siglo VIII y VII a. C., los astrónomos babilonios empezaron a estudiar filosofía referente a la naturaleza ideal del universo y empezar a emplear una lógica interna dentro de sus sistemas planetarios predictivos. Esta fue una importante contribución a la filosofía de la ciencia.
Es posible que la filosofía babilónica haya tenido una influencia en los griegos, particularmente en la filosofía helenística. El texto babilónico Diálogo del Pesimismo contiene similitudes al pensamiento agonista de los sofistas, la doctrina de Heráclito sobre los contrastes y los diálogos de Platón, así como un precursor del método mayéutico desarrollado por Sócrates.